# Plecia emeiensis
Plecia emeiensis är en tvåvingeart som beskrevs av Yang och Guang Yu Luo 1989. Plecia emeiensis ingår i släktet Plecia och familjen hårmyggor. Inga underarter finns listade i Catalogue of Life.